# Popillia hexaspila
Popillia hexaspila är en skalbaggsart som beskrevs av César Marie Félix Ancey 1883. Popillia hexaspila ingår i släktet Popillia och familjen Rutelidae. Inga underarter finns listade i Catalogue of Life.